# قائمة الجوائز والترشيحات التي تلقاها ليام نيسون
هذه قائمة بالجوائز والترشيحات التي تلقاها الممثل الأيرلندي ليام نيسون. برز ليام بروزا قويا في بطولة فيلم ستيفن سبيلبيرغ الحائز على جائزة الأوسكار قائمة شندلر (1993). حصل ليام على جائزة الأوسكار وبافتا وترشح عدة مرات لجائزة الغولدن غلوب، فهو حصل على ترشيحات غولدن غلوب لمايكل كولينز وكينسي.

## الجوائز الرئيسية

### جائزة الأوسكار
| السنة | الصنف     | العمل       | النتيجة | المرجع |
| ----- | --------- | ----------- | ------- | ------ |
| 1993  | أفضل ممثل | قائمة شندلر | رُشِّح     | [ 1 ]  |

### جائزة الأكاديمية البريطانية
| السنة | الصنف                    | العمل       | النتيجة | المرجع |
| ----- | ------------------------ | ----------- | ------- | ------ |
| 1993  | أفضل ممثل في دور البطولة | قائمة شندلر | رُشِّح     | [ 2 ]  |

### جائزة الغولدن غلوب
| السنة                                       | الصنف                       | العمل       | النتيجة | المرجع |
| ------------------------------------------- | --------------------------- | ----------- | ------- | ------ |
| حفل توزيع جائزة غولدن غلوب الحادي والخمسون ‏ | جائزة غولدن غلوب لأفضل ممثل | قائمة شندلر | رُشِّح     | [ 3 ]  |
| 1996                                        | جائزة غولدن غلوب لأفضل ممثل | مايكل كولنز | رُشِّح     | [ 4 ]  |
| 2004                                        | جائزة غولدن غلوب لأفضل ممثل | كينسي       | رُشِّح     | [ 5 ]  |

## جوائز وترشيحات أخرى

### جمعية شيكاغو لنقاد السينما
| السنة | الصنف      | العمل       | النتيجة | المرجع |
| ----- | ---------- | ----------- | ------- | ------ |
| 1993  | أفضل ممثل ‏ | قائمة شندلر | فوز     |        |
| 1996  | أفضل ممثل ‏ | مايكل كولنز | رُشِّح     |        |

### جائزة نقاد اختيار التلفزيون
| السنة | الصنف                          | العمل          | النتيجة | المرجع |
| ----- | ------------------------------ | -------------- | ------- | ------ |
| 2016  | أفضل أداء ضيف في مسلسل كوميدي ‏ | داخل ايمي شومر | رُشِّح     |        |

### جمعية دالاس فورت وورث لنقاد السينما
| السنة | الصنف      | العمل       | النتيجة | المرجع |
| ----- | ---------- | ----------- | ------- | ------ |
| 1993  | أفضل ممثل ‏ | قائمة شندلر | رُشِّح     |        |

### جائزة مكتب الدراما
| السنة | الصنف                            | العمل   | النتيجة | المرجع |
| ----- | -------------------------------- | ------- | ------- | ------ |
| 2002  | جائزة الممثل المتميز في التمثيل ‏ | البوتقة | رُشِّح     |        |

### جائزة الفيلم البريطاني القياسي
| السنة | الصنف      | العمل       | النتيجة | المرجع |
| ----- | ---------- | ----------- | ------- | ------ |
| 1996  | أفضل ممثل ‏ | مايكل كولنز | فوز     |        |

### جائزة الروح المستقلة
| السنة | الصنف          | العمل | النتيجة | المرجع |
| ----- | -------------- | ----- | ------- | ------ |
| 2004  | أفضل ممثل صاعد | كينسي | رُشِّح     |        |

### جائزة الأكاديمية الأيرلندية للأفلام والتلفزيون
| السنة | الصنف           | العمل             | النتيجة | المرجع |
| ----- | --------------- | ----------------- | ------- | ------ |
| 2004  | أفضل ممثل ‏      | كينسي             | فوز     |        |
| 2009  | أفضل ممثل صاعد ‏ | 5 دقائق من السماء | رُشِّح     |        |

### دائرة نقاد السينما في لندن
| السنة | الصنف       | العمل       | النتيجة | المرجع |
| ----- | ----------- | ----------- | ------- | ------ |
| 1993  | ممثل العام ‏ | قائمة شندلر | رُشِّح     |        |
| 2004  | ممثل العام ‏ | كينسي       | رُشِّح     |        |

### جوائز إم تي في للأفلام
| السنة | الصنف      | العمل                               | النتيجة | المرجع |
| ----- | ---------- | ----------------------------------- | ------- | ------ |
| 1999 ‏ | أفضل معركة | حرب النجوم الجزء الأول: تهديد الشبح | رُشِّح     |        |
| 2005  | أفضل معركة | بداية باتمان                        | رُشِّح     |        |

### جمعية نقاد السينما في لوس أنجلوس
| السنة | الصنف      | العمل | النتيجة | المرجع |
| ----- | ---------- | ----- | ------- | ------ |
| 2004  | أفضل ممثل ‏ | كينسي | فوز     |        |

### جائزة ساتالايت
| السنة | الصنف      | العمل | النتيجة | المرجع |
| ----- | ---------- | ----- | ------- | ------ |
| 2004  | أفضل ممثل ‏ | كينسي | رُشِّح     |        |

### جائزة فينيكس فيلم كريتيكش سوسيتي
| السنة | الصنف     | العمل        | النتيجة | المرجع |
| ----- | --------- | ------------ | ------- | ------ |
| 2003  | أفضل ممثل | الحب الحقيقي | رُشِّح     |        |

### جائزة زحل
| السنة | الصنف            | العمل                               | النتيجة | المرجع |
| ----- | ---------------- | ----------------------------------- | ------- | ------ |
| 1990  | أفضل ممثل        | داركمان                             | رُشِّح     |        |
| 1999  | أفضل ممثل        | حرب النجوم الجزء الأول: تهديد الشبح | رُشِّح     |        |
| 2005  | أفضل ممثل مساعد ‏ | بداية باتمان                        | رُشِّح     |        |

### جائزة توني
| السنة | الصنف      | العمل      | النتيجة | المرجع |
| ----- | ---------- | ---------- | ------- | ------ |
| 1993 ‏ | أفضل ممثل ‏ | آنا کریستي | رُشِّح     |        |
| 2002 ‏ | أفضل ممثل ‏ | البوتقة    | رُشِّح     |        |

### جائزة فانكوفر فيلم كريتيكش سيركل
| السنة | الصنف      | العمل | النتيجة | المرجع |
| ----- | ---------- | ----- | ------- | ------ |
| 2004  | أفضل ممثل ‏ | كينسي | رُشِّح     |        |